# Munida pavonis
Munida pavonis is een tienpotigensoort uit de familie van de Munididae. De wetenschappelijke naam van de soort is voor het eerst geldig gepubliceerd in 2004 door Macpherson.